# Carl Herman Wilhelm Andersén
Carl Herman Wilhelm Andersén, född 1 juli 1835, död 10 januari 1864, var en svensk zoolog.
Carl Herman Wilhelm Andersén var son till inspektorn Johannes Andersén. Han blev student vid Lunds universitet 1853, filosofie kandidat 1860 och filosofie magister 1862. Andersén besökte naturforskarmötet 1860, besökte i vetenskapligt syfte Stockholm och Gotland sommaren 1861 och blev samma år extraordinarie amanuens vid Lunds universitets zoologiska museum. 1862 blev han docent i zoologi vid Lunds universitet och 1863 amanuens vid zoologiska museet. Han avled året därpå i lunginflammation. Under sitt korta liv kom Anderséns forskning främst att inrikta sig mot spindeldjuren. De då i Sverige kända 21 arterna utökades av Andersén till 137. Andersén beskrev även dessa spindeldjurs förekomst, levnadssätt och annat. Därutöver var han flitigt verksam inom studentlivet Akademiska Föreningen i Lund, Lunds studentkalender 1863-64 tillkom till stor del genom Anderséns försorg.